# 科爾塞山 (庫斯科大區)
13°42′50″S 70°54′18″W / 13.71389°S 70.90500°W
科爾塞山（Ccolcce），是秘魯的山峰，位於該國東南部庫斯科大區，由基斯皮坎奇省的馬爾卡帕塔區負責管轄，屬於韋爾卡努塔山脈的一部分，海拔高度約5,400米。